# Districts de l'Ouzbékistan
Les provinces de l'Ouzbékistan sont divisées en districts (tuman).
Ces districts sont listés ci-dessous par province, en suivant approximativement une direction d'ouest en est (soit en suivant les repères du plan ci-contre : 14, 13, 7 , 3, 8, 9, 5, 11, 10, 12,6, 4, 2).
Les noms sont généralement obtenus par translittération du russe.

Provinces d'Ouzbékistan

## République du Karakalpakstan
| Ref. | Nom du district         | Capitale du district |
| ---- | ----------------------- | -------------------- |
| 1    | District d'Amudaryo     | Mang‘it              |
| 2    | District de Beruniy     | Beruniy              |
| 3    | District de Chimboy     | Chimboy              |
| 4    | District d'Ellikqala    | Bo‘ston              |
| 5    | District de Kegeyli*    | Kegeyli              |
| 6    | District de Mo‘ynoq     | Mo‘ynoq              |
| 7    | District de Nukus       | Oqmang‘it            |
| 8    | District de Qonliko‘l   | Qanliko‘l            |
| 9    | District de Qo‘ng‘irot  | Qoʻngʻirot           |
| 10   | District de Qorao‘zak   | Qorao‘zak            |
| 11   | District de Shumanay    | Shumanay             |
| 12   | District de Taxtako‘pir | Taxtako‘pir          |
| 13   | District de To‘rtko‘l   | To‘rtko‘l            |
| 14   | District de Xoʻjayli    | Xoʻjayli             |

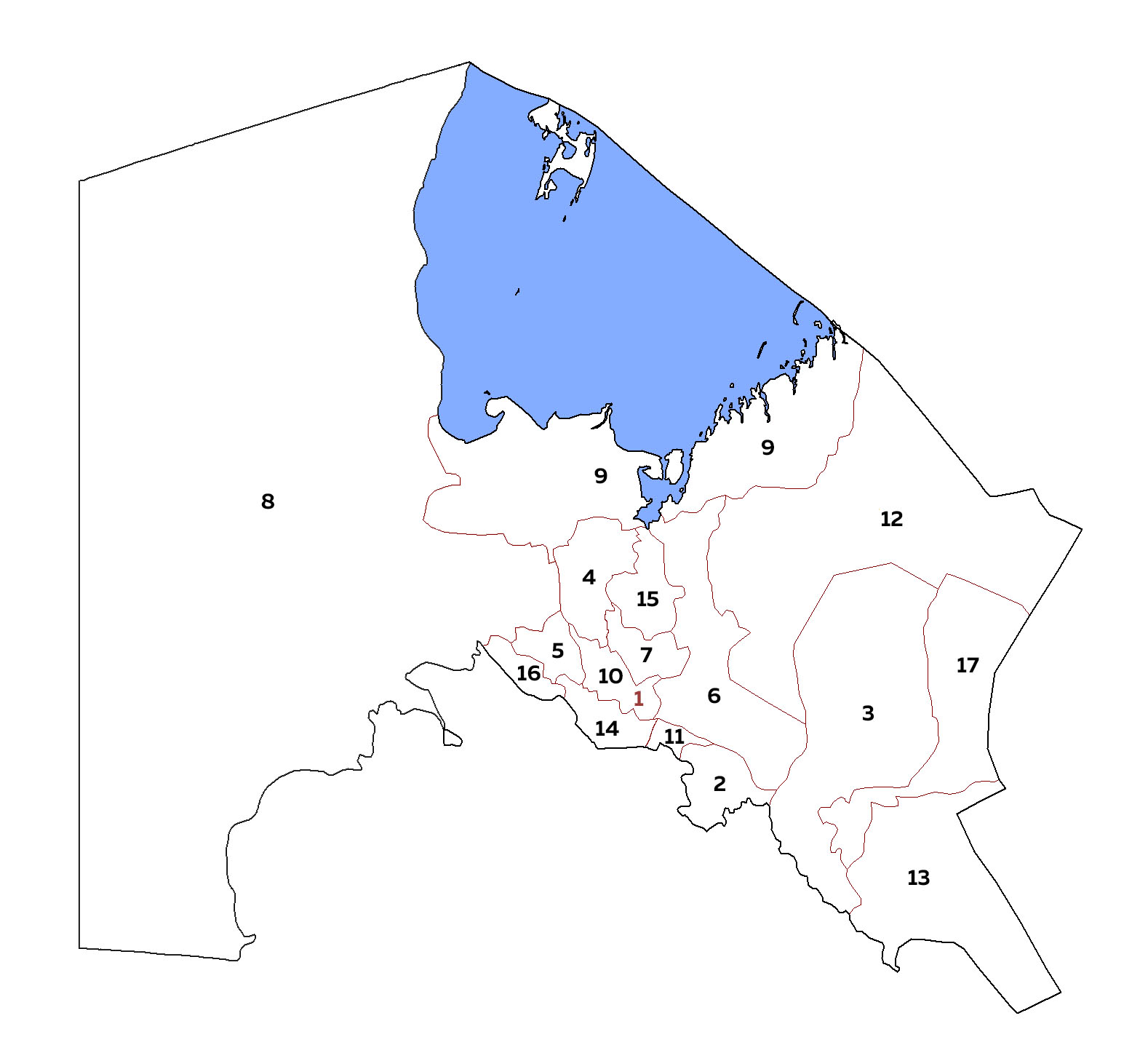
Districts du Karakalpakstan

*Le district de Kegeyli fut créé en 2004 par la fusin des districts antérieurs de Bozatau (la partie nord du district 5 sur la carte) et de Kegeyli  (la partie sud-est du district 5 actuel). Cette fusion fut actée par la Résolution 598-II du Oliy Majlis de la République d'Ouzbékistan (11 février 2004) et la Résolution 225 du Cabinet des Ministres de la République d'Ouzbékistan (11 mai 2004), qui a aboli le district de Bozatau et a créé le district élargi de Kegeyli.
Avant cette date, il y avait 15 districts au Karakalpakstan. Voir Cabinet des Ministres de la République du Karakalpakstan et Karakalpakstan sur gov.uz.

## Province de Khorezm

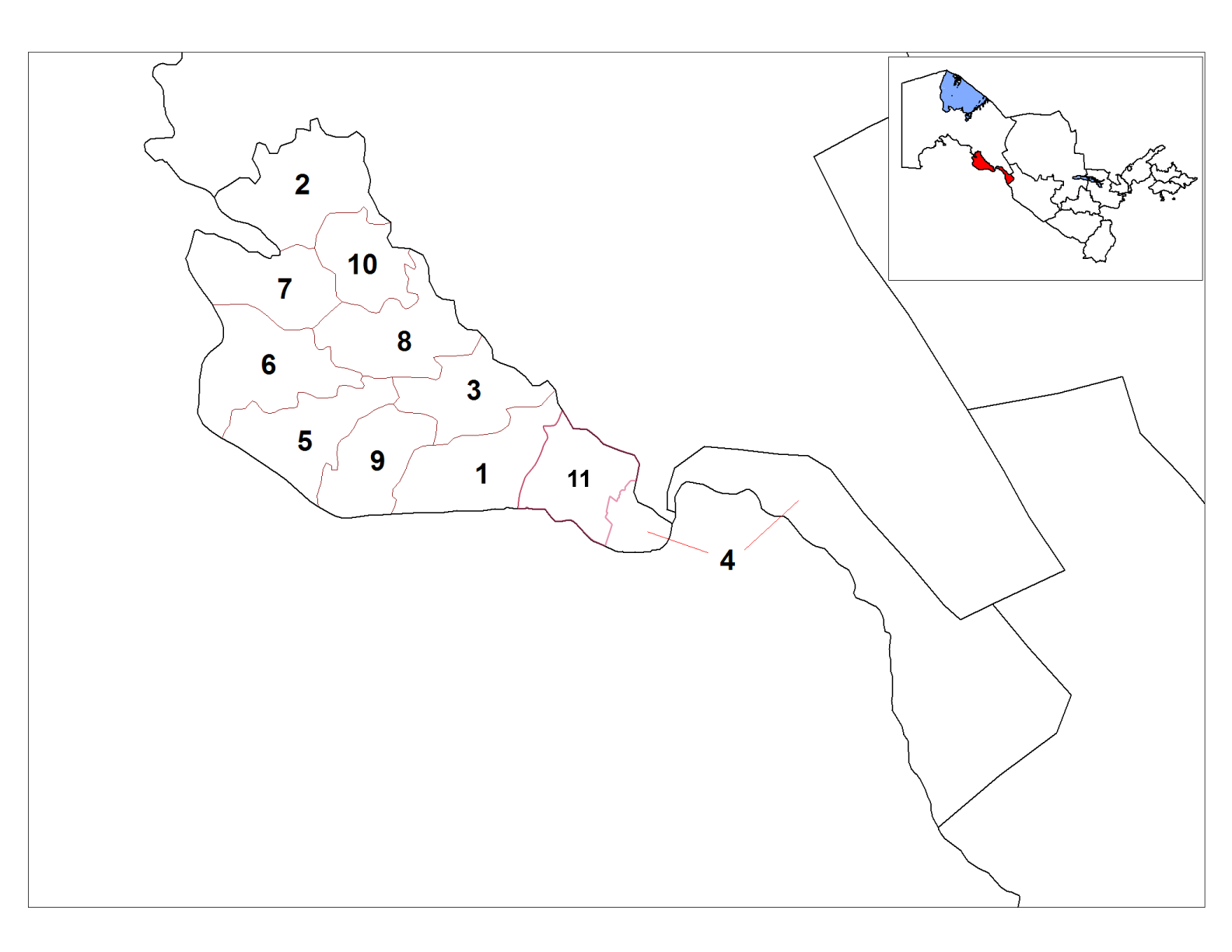
Districts de Khorezm

| Ref. | Nom du district         | Capitale du district |
| ---- | ----------------------- | -------------------- |
| 1    | District de Bog‘ot      | Bog‘ot               |
| 2    | District de Gurlen      | Gurlen               |
| 3    | District de Xonqa       | Xonqa                |
| 4    | District de Xazorasp    | Xazorasp             |
| 5    | District de Khiva       | Khiva                |
| 6    | District de Qo‘shko‘pir | Qo‘shko‘pir          |
| 7    | District de Shovot      | Shovot               |
| 8    | District de Urgench     | Qorovul              |
| 9    | District de Yangiariq   | Yangiariq            |
| 10   | District de Yangibozor  | Yangibozor           |

## Province de Navoï

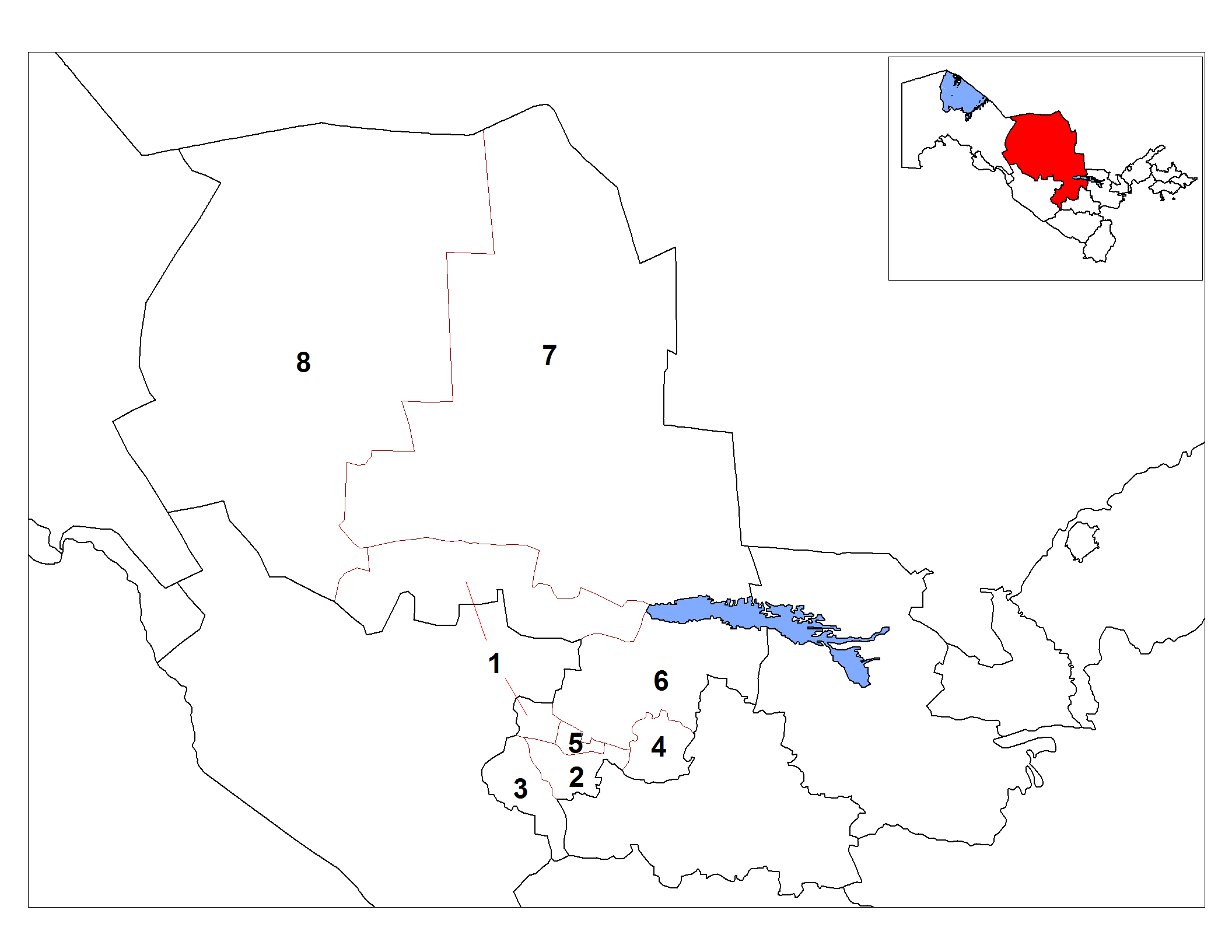
Districts de Navoï

| Ref. | Nom de District       | Capitale de district |
| ---- | --------------------- | -------------------- |
| 1    | District de Kanimekh  | Kanimekh             |
| 2    | District de Karmana   | Navoiy               |
| 3    | District de Kyzyltepa | Kyzyltepa            |
| 4    | District de Khatyrchi | Yangirabad           |
| 5    | District de Navbakhor | Beshrabot            |
| 6    | District de Nurata    | Nurata               |
| 7    | District de Tamdy     | Tamdibulok           |
| 8    | District de Uchkuduk  | Uchkuduk             |

## Province de Boukhara

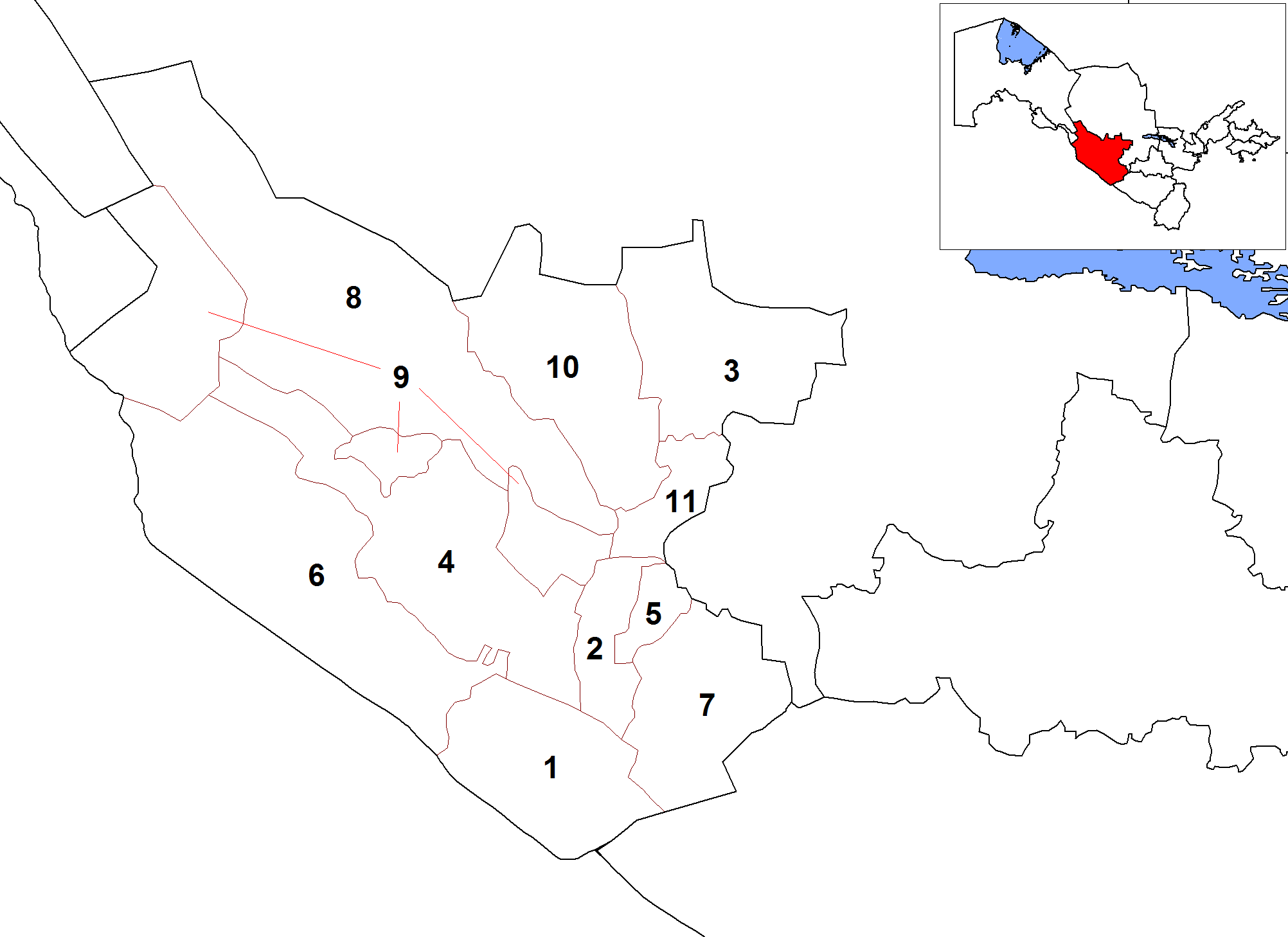
Districts de Boukhara

| Ref. | Nom de district         | Capitale de district    |
| ---- | ----------------------- | ----------------------- |
| 1    | District d'Alat         | Alat                    |
| 2    | District de Boukhara    | Galaasiya               |
| 3    | District de Gijduvan    | Gijduvan                |
| 4    | District de Jondor      | Jondor                  |
| 5    | District de Kagan       | Kagan                   |
| 6    | District de Karakul     | District de Qorako‘l    |
| 7    | District de Karaulbazar | District de Karaulbazar |
| 8    | District de Peshku      | Yangibazar              |
| 9    | District de Romitan     | Romitan                 |
| 10   | District de Shafirkan   | Shafirkan               |
| 11   | District de Vabkent     | Vabkent                 |

## Province de Samarcande
| Ref. | Nom de district         | Capitale de district |
| ---- | ----------------------- | -------------------- |
| 1    | District de Bulungur    | Bulungur             |
| 2    | District d'Ishtikhon    | Ishtikhon            |
| 3    | District de Jomboy      | Jomboy               |
| 4    | District de Kattakurgan | Paishanba            |
| 5    | District de Koshrabot   | Koshrabot            |
| 6    | District de Narpay      | Oqtosh               |
| 7    | District de Nurobod     | Nurobod              |
| 8    | District d'Oqdarya      | Laish                |
| 9    | District de Pakhtachi   | Ziadine              |
| 10   | District de Payariq     | Payariq              |
| 11   | District de Pastdargom  | Juma                 |
| 12   | District de Samarcande  | Gulabad              |
| 13   | District de Toyloq      | Toyloq               |
| 14   | District d'Urgut        | Urgut                |

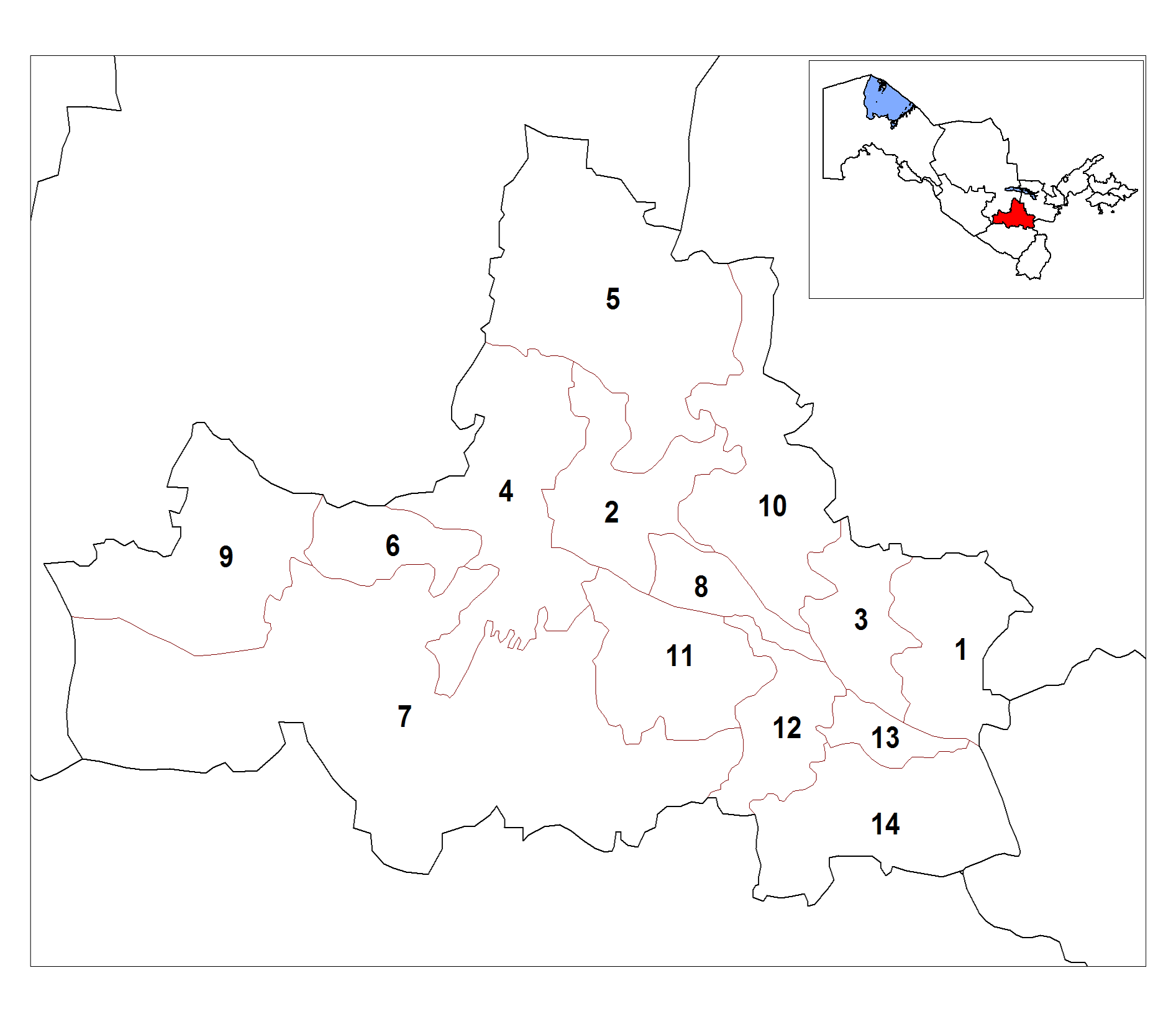
Districts de Samarcande

La latinisation des noms de district est définie par le site régional officiel de la province de Samarcande sur gov.uz

## Province de Kachkadaria
| Ref. | Nom de district                   | Capitale de district  |
| ---- | --------------------------------- | --------------------- |
| 1    | District de Chirakchi (Chiroqchi) | Chirakchi (Chiroqchi) |
| 2    | District de Dehkanabad            | Karashina             |
| 3    | District de Guzar                 | Guzar                 |
| 4    | District de Kamashi               | Kamashi               |
| 5    | District de Karshi                | Beshkent              |
| 6    | District de Koson                 | Koson                 |
| 7    | District de Kasby                 | Muglan                |
| 8    | District de Kitob                 | Kitab                 |
| 9    | District de Myrishkor             | Yangi-Mirishkor       |
| 10   | District de Muborak               | Muborak               |
| 11   | District de Nishon                | Yangi-Nishon          |
| 12   | District de Shakhrisabz           | Shahrisabz            |
| 13   | District de Yakkabog              | Yakkabog              |

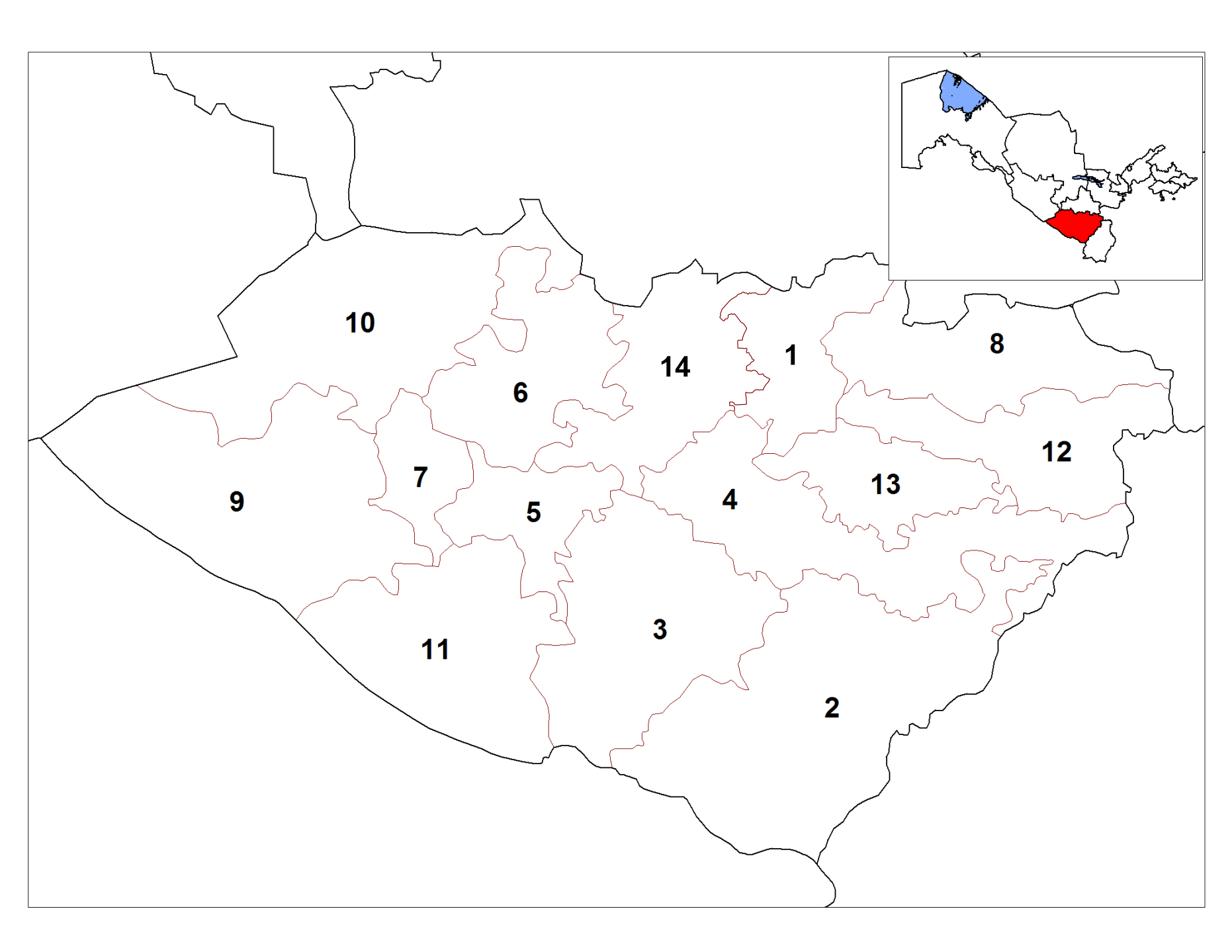
Districts de Kachkadaria

La latinisation des noms de district est définie par site régional officiel de la province de  Qashqadaryo sur gov.uz

## Province de Sourkhan-Daria
| Ref. | Nom de district        | Capitale de district  |
| ---- | ---------------------- | --------------------- |
| 1    | District d'Angor       | Angor                 |
| 3    | District de Boysun     | Boysun                |
| 4    | District de Denov      | Denov (Denau)         |
| 5    | District de Jarkurghon | Jarkurghon            |
| 2,6  | District de Kizirik    | Sariq                 |
| 7    | District de Kumkurghon | Kumkurghon            |
| 8    | District de Muzrabot   | Khalkobod (Khalkabad) |
| 9    | District d'Oltinsoy    | Qarluq                |
| 10   | District de Sariosiyo  | Sariosiyo             |
| 11   | District de Sherobod   | Sherobod (Shirabad)   |
| 12   | District de Shurchi    | Shurchi               |
| 13   | District de Termez     | Termiz (Termez)       |
| 14   | District d'Uzun        | Uzun                  |

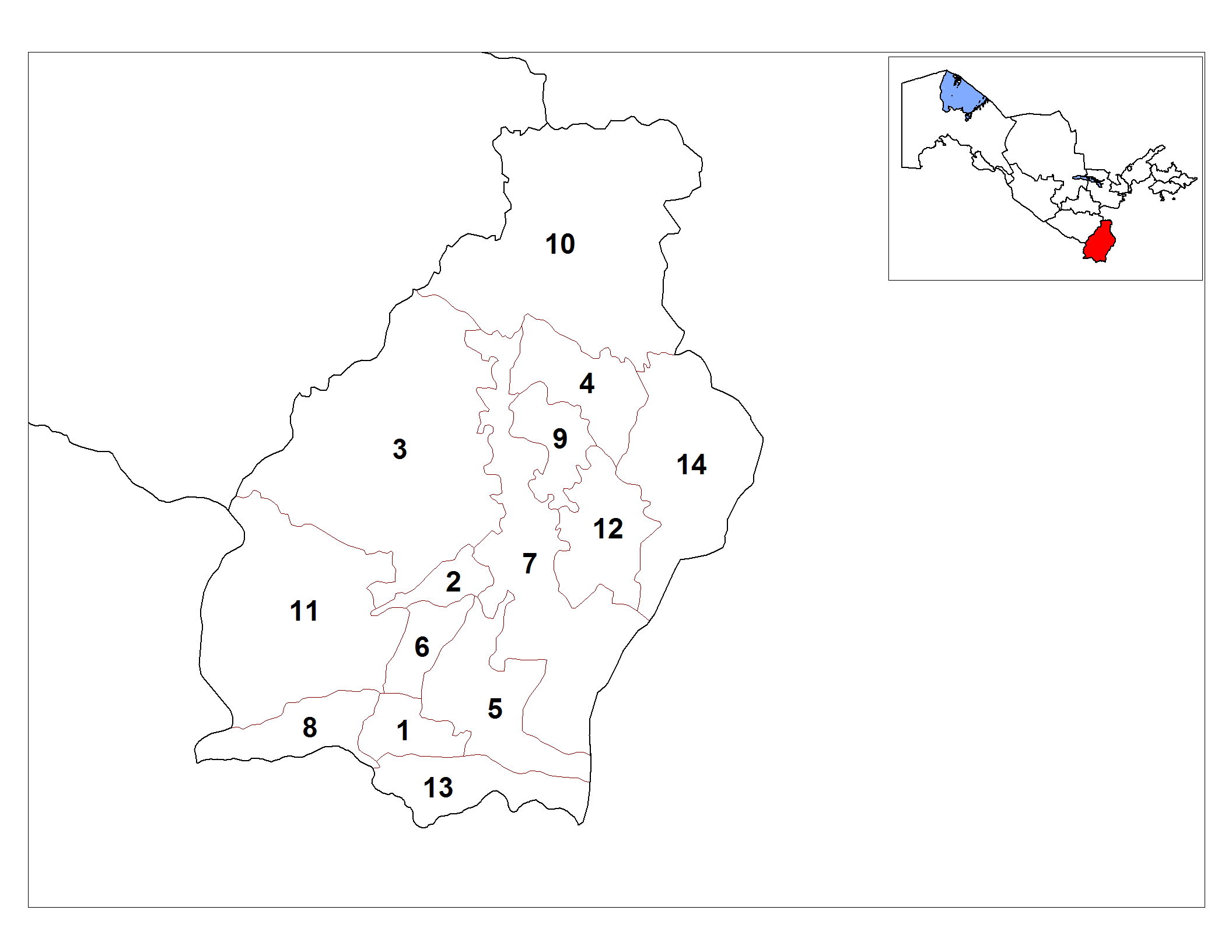
Districts de Sourkhan-Daria

Les districts de Bandikhon et Kizirik ont été fusionnés en décembre 2010 

## Province de Djizak

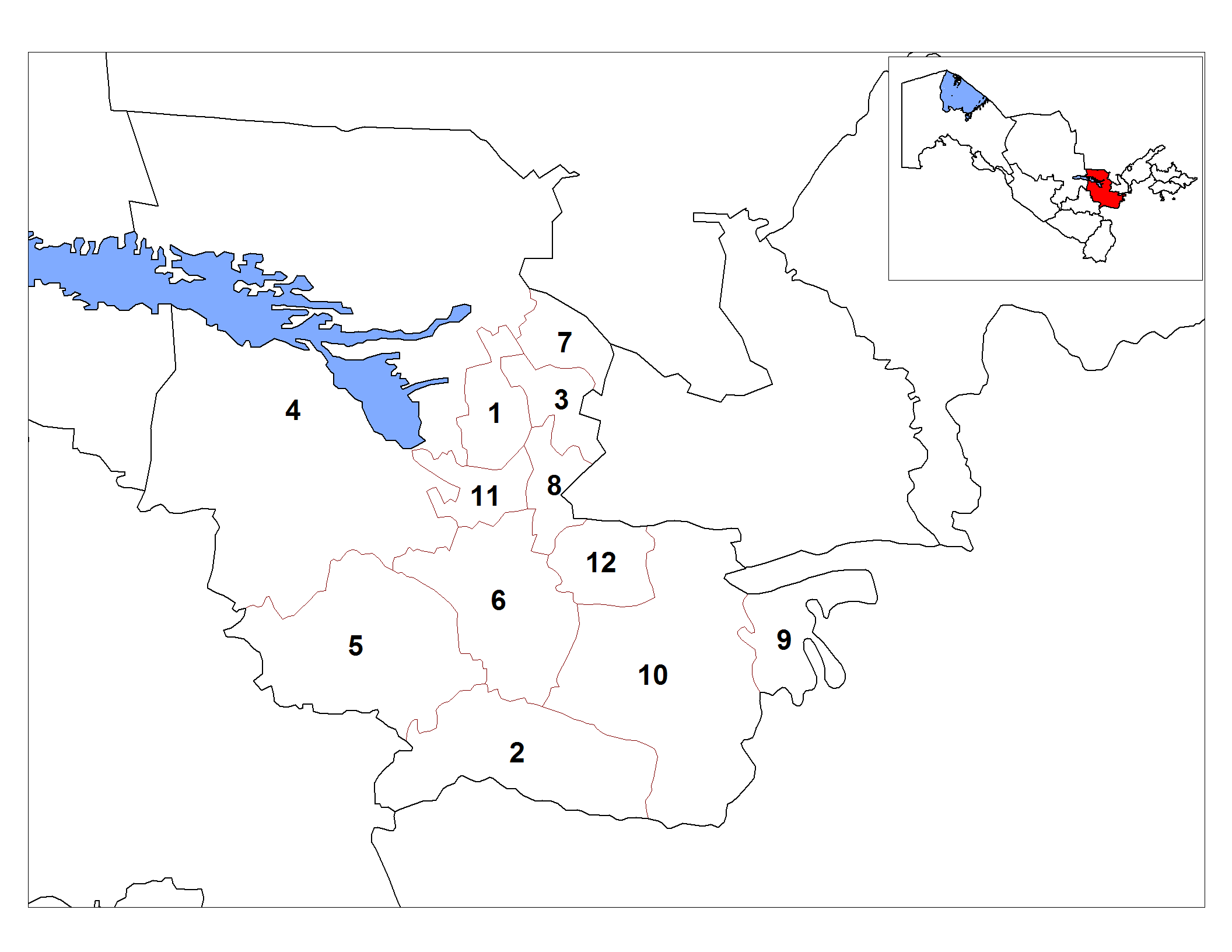
Districts de Djizak

| Ref. | Nom de district       | Capitale de district |
| ---- | --------------------- | -------------------- |
| 1    | District d'Arnasay    | Goliblar             |
| 2    | District de Bakhmal   | Usmat                |
| 3    | District de Dustlik   | Dustlik              |
| 4    | District de Forish    | Yangikishlok         |
| 5    | District de Gallaorol | Gallorol             |
| 6    | District de Djizak    | Uchtepa              |
| 7    | District de Mirzachul | Gagarine             |
| 8    | District de Pakhtakor | Pakhtakor            |
| 9    | District de Yangiabad | Balandchakir         |
| 10   | District de Zaamin    | Zaamin               |
| 11   | District de Zafarobod | Zafarobod            |
| 12   | District de Zarbdar   | Zarbdar              |

## Province de Syr-Daria

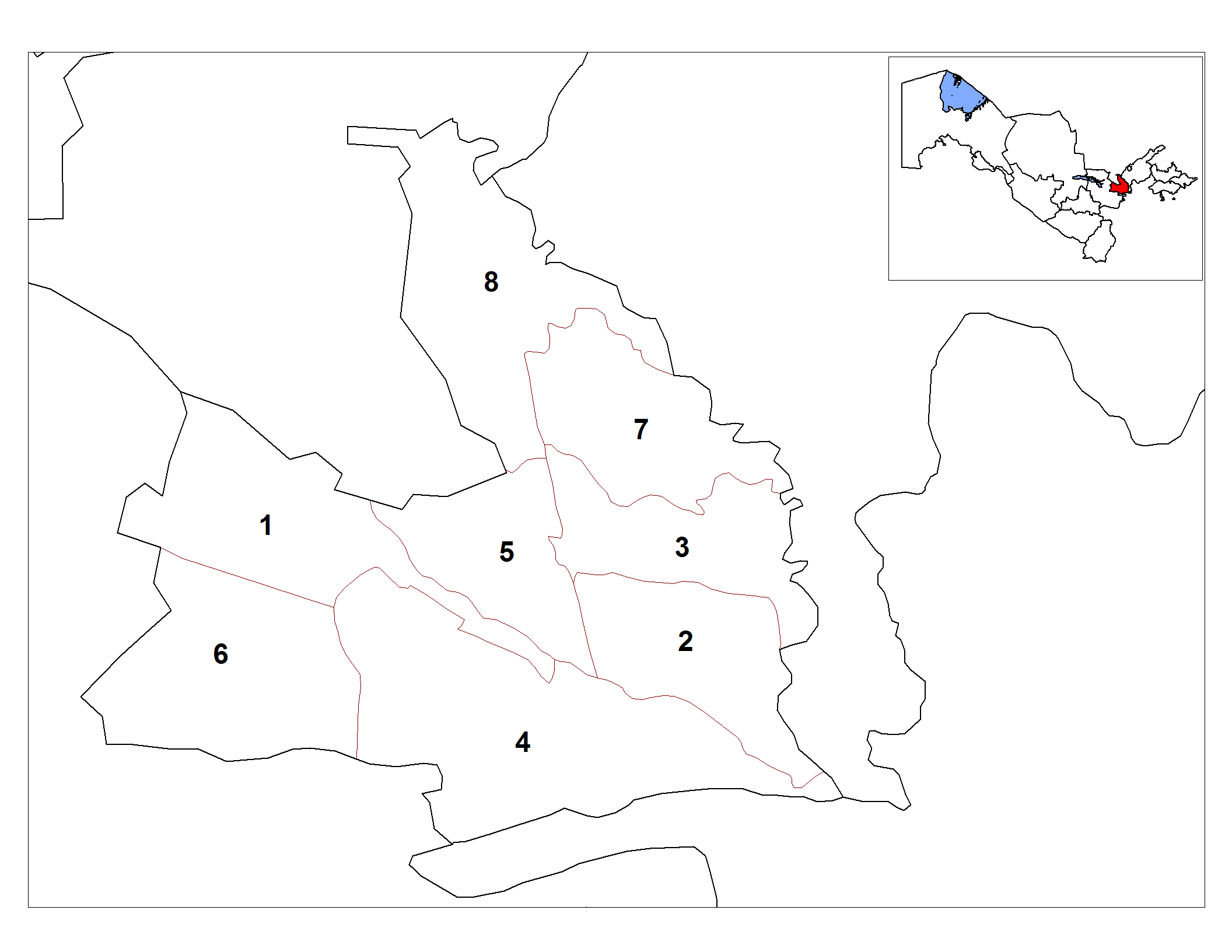
Districts de Syr-Darya

| Ref. | Nom de district         | Capitale de district |
| ---- | ----------------------- | -------------------- |
| 1    | District d'Akaltyn      | Sarboda              |
| 2    | District de Bayaut      | Bayaut               |
| 3    | District de Gulistan    | Dehkonobod           |
| 4    | District de Khavast     | Khavast              |
| 5    | District de Mirzaabad   | Navruz               |
| 6    | District de Saikhunabad | Saikhun              |
| 7    | District de Sardoba     | Pakhtaabad           |
| 8    | District de Sirdaryo    | Sirdaryo             |

## Province de Tachkent
| Ref.   | Nom de district            | Capitale de district    |
| ------ | -------------------------- | ----------------------- |
| 1      | District de Bekabad        | Zafar                   |
| 2      | District de Bostanliq      | Gazalkent               |
| 3      | District de Buka           | Buka                    |
| 4      | District de Chinaz         | Chinaz                  |
| 5      | District de Qibray         | Qibray                  |
| 6      | District d'Ohangaron       | Ohangaron               |
| 7      | District d'Oqqurgan        | Oqqurgan                |
| 8      | District de Parkent        | Parkent                 |
| 9      | District de Piskent        | Piskent                 |
| 10     | District de Quyi Chirchiq  | Dustobod                |
| 12     | District d'Orta Chirchiq   | Toytepa                 |
| 13     | District d'Yangiyol        | Gulbakhor               |
| 14     | District d'Yukori Chirchiq | Yangibazar (Yangibozor) |
| 11, 15 | District de Zangiata       | Keles                   |

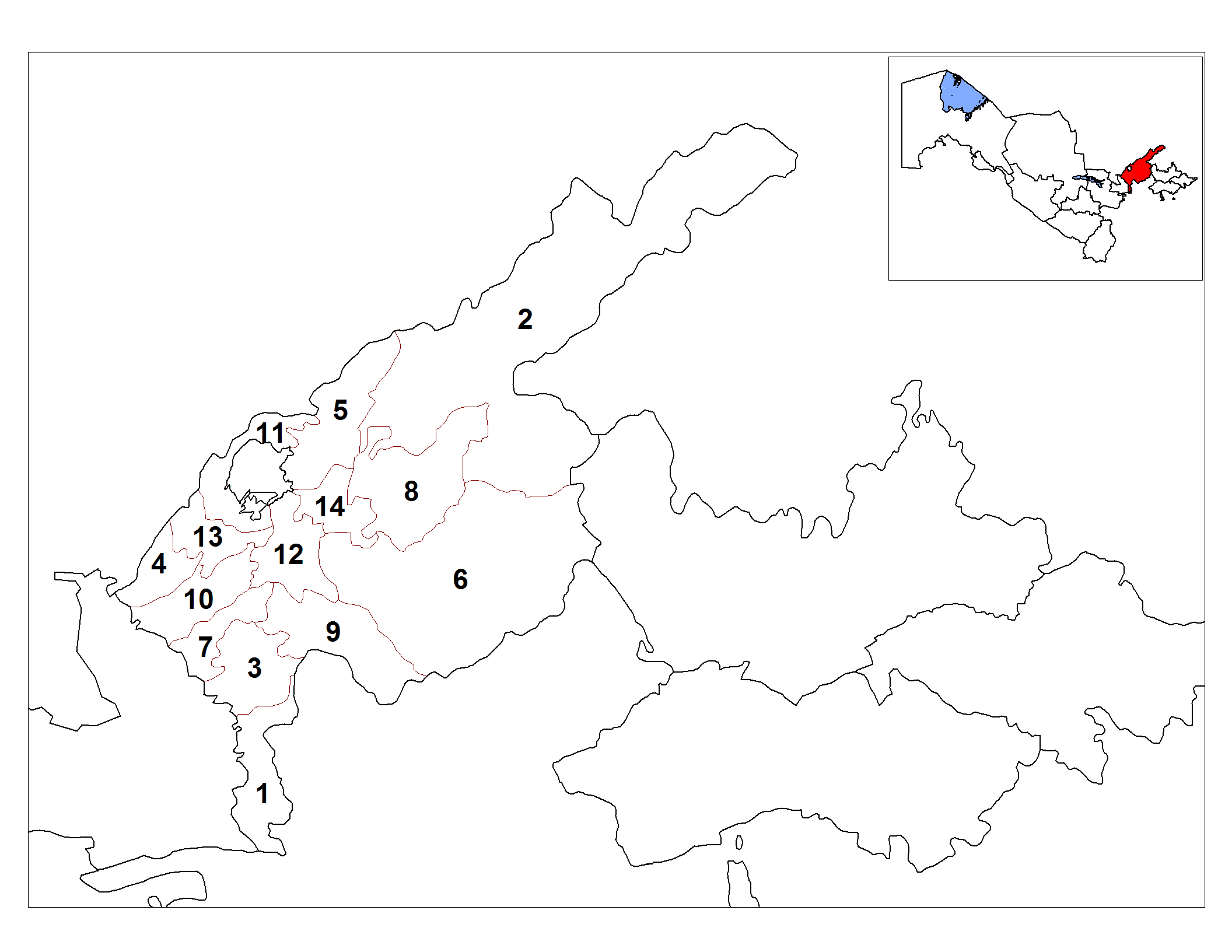
Districts de Tachkent

Les districts de Tachkent et Zangiota ont été fusionnés en août 2010 
La latinisation des noms de district est définie par Tashkent regional web site on gov.uz

## Province de Namangan

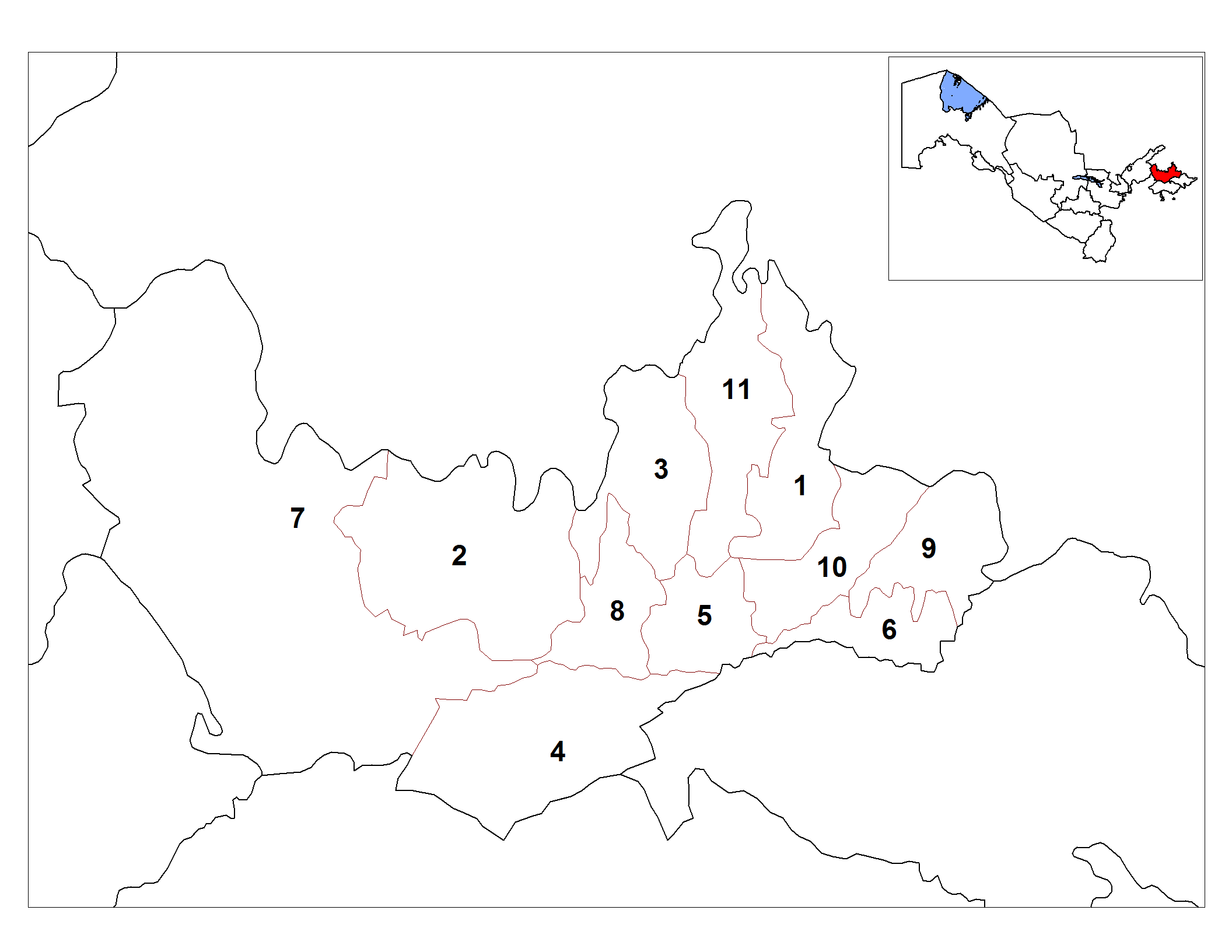
Districts of Namangan

| Ref. | Nom de district        | Capitale de district |
| ---- | ---------------------- | -------------------- |
| 1    | District de Chartak    | Chartak              |
| 2    | District de Chust      | Tchoust              |
| 3    | District de Kasansay   | Kasansay             |
| 4    | District de Mingbulak  | Jumashuy             |
| 5    | District de Namangan   | Tashbulak            |
| 6    | District de Naryn      | Khakkulabad          |
| 7    | District de Pap        | Pap                  |
| 8    | District de Turakurgan | Turakurgan           |
| 9    | District d'Uchkurgan   | Uchkurgan            |
| 10   | District d'Uychi       | Uychi                |
| 11   | District d'Yangikurgan | Yangikurgan          |

## Province de Ferghana
| Ref. | Nom de district        | Capitale de district |
| ---- | ---------------------- | -------------------- |
| 1    | District d'Altyariq    | Altyariq             |
| 2    | District de Baghdad    | Baghdad              |
| 3    | District de Beshariq   | Beshariq             |
| 4    | District de Buvayda    | Ibrat                |
| 5    | District de Dangara    | Dangara              |
| 6    | District de Fergana    | Chimyon              |
| 7    | District de Furqat     | Navbakhor            |
| 8    | District de Qo'shtepa  | Langar               |
| 9    | District de Quva       | Quva                 |
| 10   | District de Rishton    | Richtan              |
| 11   | District de Sokh       | Ravan                |
| 12   | District de Tashlaq    | Tashlaq              |
| 13   | District d'Uchkuprik   | Uchkuprik            |
| 14   | District d'Ouzbekistan | Yaypan               |
| 15   | District d'Yazyavan    | Yazyavan             |

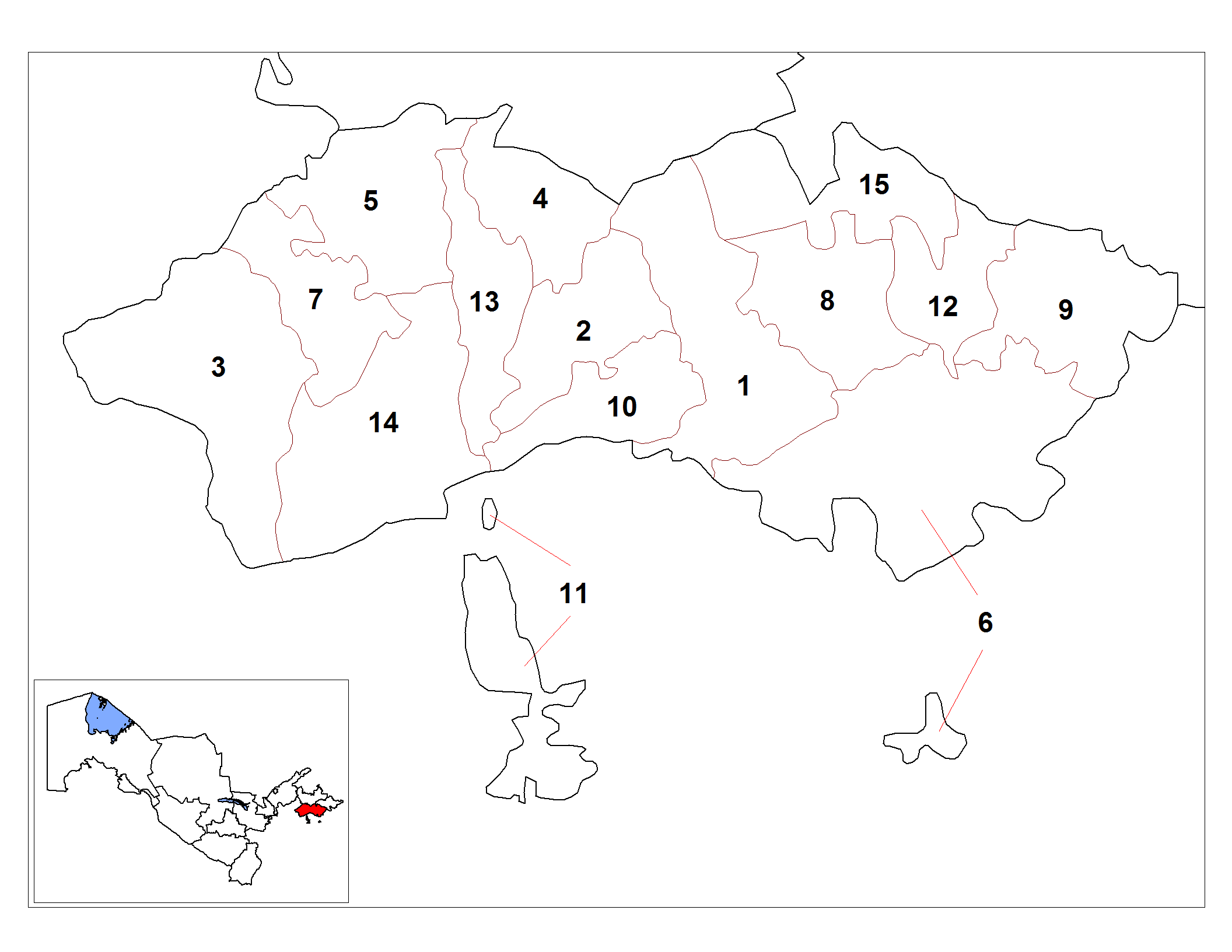
Districts de Ferghana

Le district d'Ohunboboev a été renommé en district de Qo'shtepa en août 2010.
La latinisation des noms de district est définie par Fergana regional web site on gov.uz

## Province d'Andijan
| Ref. | Nom de district        | Capitale de district |
| ---- | ---------------------- | -------------------- |
| 1    | District d'Andijan     | Kuyganyar            |
| 2    | District d'Asaka       | Asaka                |
| 3    | District de Baliqchi   | Baliqchi             |
| 4    | District de Boz        | Boz                  |
| 5    | District de Buloqboshi | Buloqboshi           |
| 6    | District d'Izboskan    | Paytug               |
| 7    | District de Jalalkuduk | Akhunbabaev          |
| 8    | District de Khodjaobad | Khodjaobad           |
| 9    | District de Kurgontepa | Kurgontepa           |
| 10   | District de Marhamat   | Marhamat             |
| 11   | District d'Oltinkol    | Oltinkol             |
| 12   | District de Pakhtaabad | Pakhtaabad           |
| 13   | District de Shahrixon  | Shahrixon            |
| 14   | District d'Ulugnor     | Okoltin              |

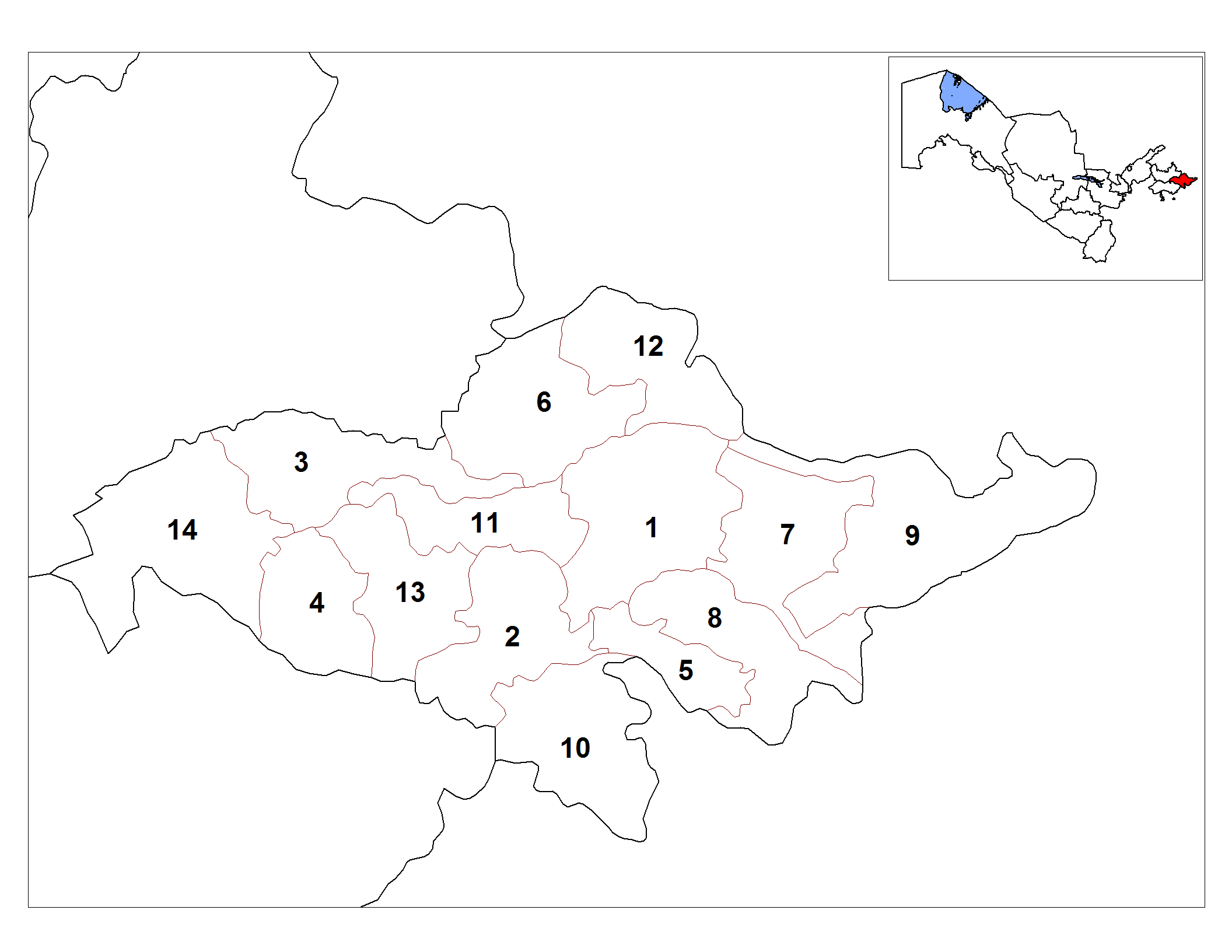
Districts d'Andijan

La latinisation des noms de district est définie par Andijan regional web site on gov.uz

## Ville de Tachkent

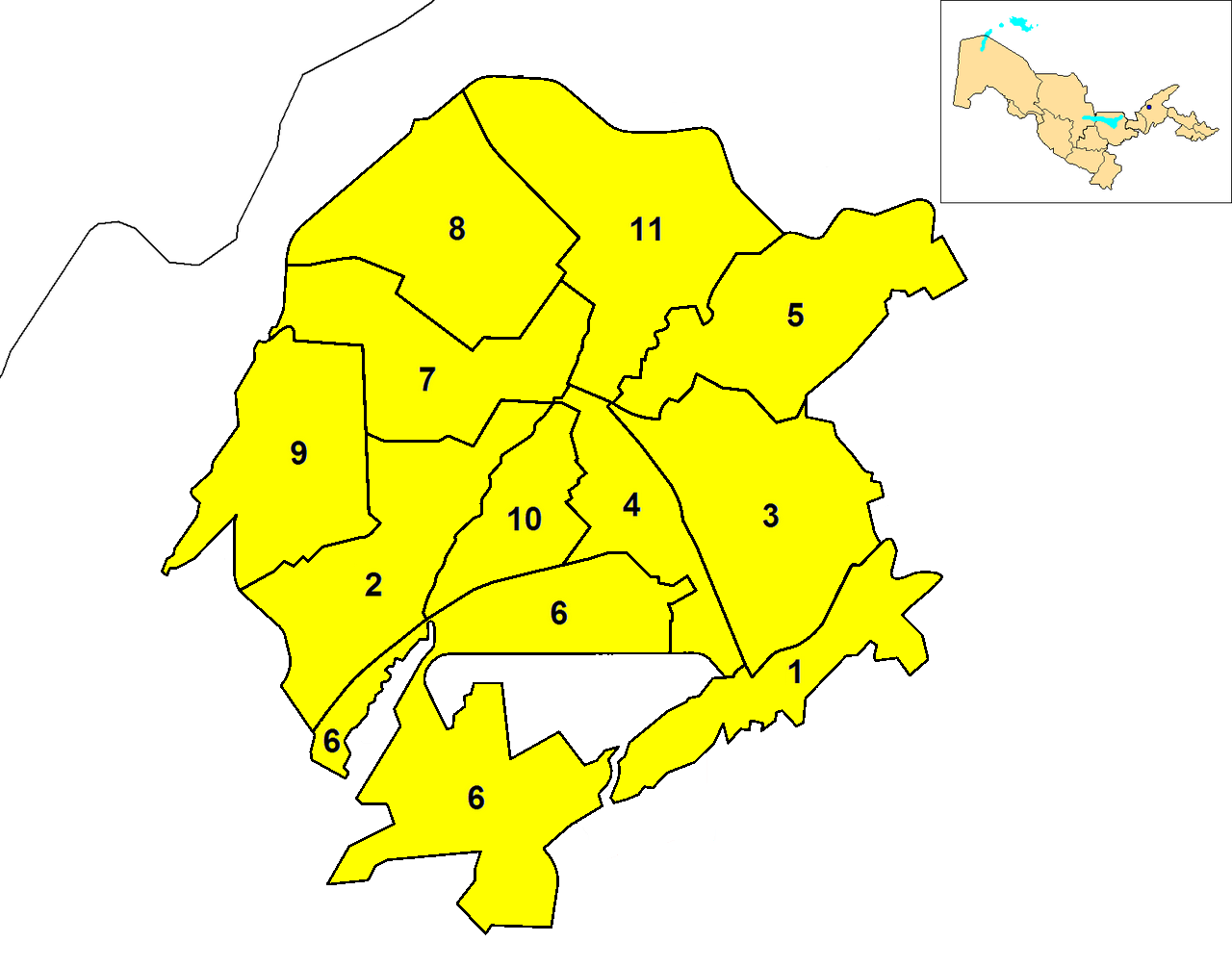
Districts de la ville de Tachkent

| Nr | District       | Population (2009) | Surface (km²) | Densité (hab/km²) | Carte |
| -- | -------------- | ----------------- | ------------- | ----------------- | ----- |
| 1  | Bektemir       | 27 500            | 20,5          | 1341              |       |
| 2  | Tchilanzar     | 217 000           | 30,0          | 7233              |       |
| 3  | Hamza          | 204 800           | 33,7          | 6077              |       |
| 4  | Mirobod        | 122 700           | 17,1          | 7175              |       |
| 5  | Mirzo Ulughbek | 245 200           | 31,9          | 7687              |       |
| 6  | Sergeli        | 149 000           | 56,0          | 2661              |       |
| 7  | Shaykhontohur  | 285 800           | 27,2          | 10507             |       |
| 8  | Olmazar        | 305 400           | 34,5          | 8852              |       |
| 9  | Uchtepa        | 237 000           | 28,2          | 8404              |       |
| 10 | Yakkasaray     | 115 200           | 14,6          | 7890              |       |
| 11 | Yunusabad      | 296 700           | 41,1          | 7219              |       |